# يو إف سي 308
يو إف سي 308: توبوريا ضد هولواي (بالإنجليزية: UFC 308: Topuria vs. Holloway) هو حدث لفنون القتال المختلطة نظّمته يو إف سي، وأُقيم في 26 أكتوبر 2024، على اتحاد أرينا في أبو ظبي، الإمارات العربية المتحدة.

## الخلفية
سيمثل هذا الحدث الزيارة العشرين للمنظمة إلى أبو ظبي والأولى منذ حدث يو إف سي على إيه بي سي: ساندهاغن ضد نورمحمدوف في أغسطس 2024.
من المتوقع أن يتصدر الحدث نزال لقب بطولة يو إف سي لوزن الريشة بين البطل الحالي إيليا توبوريا والبطل السابق ماكس هولواي. من المتوقع أن يكون دييغو لوبيز بمثابة المقاتل الاحتياطي والبديل المحتمل لهذا النزال.
من المتوقع أن يُقام نزال من خمس جولات في الوزن المتوسط بين بطل الوزن المتوسط السابق في يو إف سي (أيضًا الفائز ببطولة المقاتل النهائي: التحطيم لوزن الوسط) روبرت ويتيكر وحمزة شيماييف في الحدث. كان من المتوقع سابقًا أن يتصدرا النزال حدث يو إف سي على إيه بي سي: ويتيكر ضد أليسكروف في يونيو الماضي، لكن شيماييف انسحب بسبب المرض.
كان من المتوقع أن يُقام نزال العودة في الوزن الثقيل بين بطل يو إف سي للوزن الثقيل المؤقت السابق سيريل غان وبطل العالم السابق في بيلاتور للوزن الثقيل ألكسندر فولكوف في الحدث. كان الثنائي في السابق هما العنوان الرئيسي لحدث يو إف سي ليلة القتال: غان ضد فولكوف في يونيو 2021 والتي فاز بها غان بقرار الحكام بالإجماع. ومع ذلك، تم نقل النزال إلى حدث يو إف سي 310 بسبب إصابة فولكوف في الركبة.
كان من المقرر إقامة نزال في الوزن الثقيل بين ماركوس روجيرو دي ليما وكينيدي نزيتشوكو في هذا الحدث. ومع ذلك، انسحب ليما من القتال لأسباب غير معروفة وحل محله جاستن تافا. بعد ذلك، انسحب تافا من النزال بسبب إصابة وحل محله كريس بارنيت.
كان من المقرر أن يُقام نزال في وزن الوسط بين رينات فخر الدينوف ونورسلطون روزيبويف في هذا الحدث. ومع ذلك، انسحب روزيبويف من القتال بسبب إصابة وتم استبداله ببطل وزن الوسط السابق في بطولة القتال التراثية والوافد الجديد للمنظمة كارلوس ليل.
كان من المقرر إقامة نزال في وزن الديك بين سعيد نورماغوميدوف ودانييل سانتوس في هذا الحدث. ومع ذلك، قبل أسبوع واحد من الحدث، انسحب سانتوس من القتال لأسباب غير معروفة وتم إلغاء النزال لاحقًا.
، وتم رفع نزال الوزن الخفيف بين فريد بشارات وفيكتور هوجو إلى وزن الريشة حيث بلغ وزن هوجو 145.5 رطلاً، يليه بشارات بوزن 137 رطلاً.
في قياس الأوزان، تم تغيير نزال الوزن الخفيف بين ماتيوز ريبيكي وميكتيبيك أورولباي إلى نزال في وزن غير محدد 160 رطلاً. بالإضافة إلى ذلك، في الأوزان، تم تغيير نزال وزن الديك بين فريد بشارات وفيكتور هوجو إلى نزال في وزن الريشة بعد أن بلغ وزن هوجو 145.5 رطلاً، أي 9.5 رطل فوق حد النزال في وزن الديك؛ على الرغم من أن بشارات كان يزن 137 رطلاً، إلا أنه وافق على السماح بإقامة النزال في وزن الريشة.

## بطاقة القتال
1. ↑  على لقب بطولة يو إف سي لوزن الريشة.

## الجوائز الإضافية
حصل المقاتلون التاليون على مكافآت بقيمة 50 ألف دولار.
- قتال الليلة: ماتيوس ريبيكي ضد ميكتيفيك أورولفاي
- أداء الليلة: إيليا توبوريا، حمزة شيماييف وشرف الدين محمدوف